# Seznam medailistů na letních olympijských hrách v běžecké štafetě na 4 × 100 m
Historický přehled medailistů v štafetách na 4 × 100 metrů na letních olympijských hrách:

## Muži
Muži - od roku 1912
| Rok  | Místo          | Zlato                                                                                             | Výkon vítěze | Stříbro               | Bronz              |
| ---- | -------------- | ------------------------------------------------------------------------------------------------- | ------------ | --------------------- | ------------------ |
| 1912 | Stockholm      | Velká Británie - David Jacobs Henry Macintosh Victor d'Arcy William Applegarth                    | 42.4         | Švédsko               | -----              |
| 1920 | Antverpy       | USA - Charlie Paddock Jackson Scholz Loren Murchison Morris Kirksey                               | 42.2         | Francie               | Švédsko            |
| 1924 | Paříž          | USA - Loren Murchison Louis Clarke Frank Hussey Alfred LeConey                                    | 41.0         | Velká Británie        | Nizozemsko         |
| 1928 | Amsterodam     | USA - Frank Wykoff James Quinn Charles Borah Henry Russell                                        | 41.0         | Německo               | Velká Británie     |
| 1932 | Los Angeles    | USA - Robert Kiesel Emmett Toppino Hector Dyer Frank Wykoff                                       | 40.0         | Německo               | Itálie             |
| 1936 | Berlín         | USA - Jesse Owens Ralph Metcalfe Foy Draper Frank Wykoff                                          | 39.8         | Itálie                | Německo            |
| 1948 | Londýn         | USA - Barney Ewell Lorenzo Wright Harrison Dillard Melvin Patton                                  | 40.6         | Velká Británie        | Itálie             |
| 1952 | Helsinky       | USA - Finis Dean Smith Harrison Dillard Lindy Remigino Andy Stanfield                             | 40.1         | SSSR                  | Maďarsko           |
| 1956 | Melbourne      | USA - Ira Murchison Leamon King Thane Baker Bobby Morrow                                          | 39.5         | SSSR                  | NSR                |
| 1960 | Řím            | NSR - Bernd Cullmann Armin Hary Walter Mahlendorf Martin Lauer                                    | 39.5         | SSSR                  | Velká Británie     |
| 1964 | Tokio          | USA - Otis Drayton Gerald Ashworth Richard Stebbins Bob Hayes                                     | 39.06        | Polsko                | Francie            |
| 1968 | Mexico City    | USA - Charles Greene Melvin Pender Ronnie Ray Smith Jim Hines                                     | 38.24        | Kuba                  | Francie            |
| 1972 | Mnichov        | USA - Larry Black Robert Taylor Gerald Tinker Edward Hart                                         | 38.19        | SSSR                  | NSR                |
| 1976 | Montréal       | USA - Harvey Glance John Wesley Jones Millard Hampton Steven Riddick                              | 38,33        | NDR                   | SSSR               |
| 1980 | Moskva         | SSSR - Vladimir Muravjov Nikolaj Sidorov Alexandr Aksinin Andrej Prokofjev                        | 38,26        | Polsko                | Francie            |
| 1984 | Los Angeles    | USA - Sam Graddy Ronald Brown Calvin Smith Carl Lewis                                             | 37,83        | Jamajka               | Kanada             |
| 1988 | Seoul          | SSSR - Viktor Bryzgin Vladimir Krylov Vladimir Muravjov Vitalij Savin                             | 38,19        | Velká Británie        | Francie            |
| 1992 | Barcelona      | USA - Michael Marsh Leroy Burrell Dennis Mitchell Carl Lewis                                      | 37,40        | Nigérie               | Kuba               |
| 1996 | Atlanta        | Kanada - Robert Esmie Glenroy Gilbert Bruny Surin Donovan Bailey                                  | 37,69        | USA                   | Brazílie           |
| 2000 | Sydney         | USA - Jon Drummond Bernard Williams Brian Lewis Maurice Greene                                    | 37,61        | Brazílie              | Kuba               |
| 2004 | Atény          | Velká Británie - Jason Gardener Darren Campbell Marlon Devonish Mark Lewis-Francis                | 38,07        | USA                   | Nigérie            |
| 2008 | Peking         | Trinidad a Tobago - Keston Bledman Marc Burns Emmanuel Callender Richard Thompson Aaron Armstrong | 38,06        | Japonsko              | Brazílie           |
| 2012 | Londýn         | Jamajka - Nesta Carter Michael Frater Yohan Blake Usain Bolt                                      | 36,84 - WR   | USA                   | Trinidad a Tobago  |
| 2016 | Rio de Janeiro | Jamajka - Asafa Powell Yohan Blake Nickel Ashmeade Usain Bolt                                     | 37,27        | Japonsko              | Kanada             |
| 2020 | Tokio          | Itálie - Lorenzo Patta Marcell Jacobs Eseosa Desalu Filippo Tortu                                 | 37,50        | Kanada                | Čína               |
| 2024 | Paříž          | Kanada - Aaron Brown Jerome Blake Brendon Rodney Andre De Grasse                                  | 37,50        | Jihoafrická republika | Spojené království |

## Medailové pořadí zemí
| Pořadí             | Země                                 | Zlato | Stříbro | Bronz | Celkem |
| ------------------ | ------------------------------------ | ----- | ------- | ----- | ------ |
| 1.                 | Spojené státy americké (USA)         | 15    | 2       | 0     | 17     |
| 2.                 | Velká Británie (GBR)                 | 2     | 4       | 2     | 8      |
| 3.                 | Sovětský svaz (URS)                  | 2     | 4       | 1     | 7      |
| 4.                 | Jamajka (JAM)                        | 2     | 1       | 0     | 3      |
| 5.                 | Německo (GER)                        | 1     | 2       | 2     | 5      |
| 6.                 | Itálie (ITA)                         | 1     | 1       | 2     | 4      |
| 7.                 | Trinidad a Tobago (TRI)              | 1     | 1       | 0     | 2      |
| 8.                 | Kanada (CAN)                         | 1     | 0       | 3     | 4      |
| 9.                 | Japonsko (JPN)                       | 0     | 2       | 0     | 2      |
| 10.                | Polsko (POL)                         | 0     | 2       | 0     | 2      |
| 11.                | Francie (FRA)                        | 0     | 1       | 5     | 6      |
| 12.                | Brazílie (BRA)                       | 0     | 1       | 2     | 3      |
| 13.                | Kuba (CUB)                           | 0     | 1       | 2     | 3      |
| 14.                | Nigérie (NGR)                        | 0     | 1       | 1     | 2      |
| 15.                | Švédsko (SWE)                        | 0     | 1       | 1     | 2      |
| 16.                | Německá demokratická republika (GDR) | 0     | 1       | 0     | 1      |
| 17.                | Maďarsko (HUN)                       | 0     | 0       | 1     | 1      |
| 18.                | Nizozemsko (NED)                     | 0     | 0       | 1     | 1      |
| 19.                | Západní Německo (FRG)                | 0     | 0       | 1     | 1      |
| Celkem po LOH 2020 | Celkem po LOH 2020                   | 25    | 25      | 25    | 75     |

## Ženy
Ženy - od roku 1928
| Rok  | Místo          | Zlato                                                                                               | Výkon vítěze | Stříbro        | Bronz              |
| ---- | -------------- | --------------------------------------------------------------------------------------------------- | ------------ | -------------- | ------------------ |
| 1928 | Amsterodam     | Kanada - Fanny Rosenfeldová Ethel Smithová Florence Bellová Myrtle Cooková                          | 48.4         | USA            | Německo            |
| 1932 | Los Angeles    | USA - Mary Carewová Evelyn Furtschová Annette Rogersová Wilhelmina von Bremenová                    | 46.9         | Kanada         | Velká Británie     |
| 1936 | Berlín         | USA - Harriet Blandová Annette Rogersová Elizabeth Robinsonová Helen Stephensová                    | 46.9         | Velká Británie | Kanada             |
| 1948 | Londýn         | Nizozemsko - Xenia Stad-de Jongová Netty Witziers-Timmerová Gerda Koudijsová Fanny Blankers-Koenová | 47.5         | Austrálie      | Kanada             |
| 1952 | Helsinky       | USA - Mae Faggsová Barbara Jonesová Janet Moreauová Catherine Hardyová                              | 45.9         | Německo        | Velká Británie     |
| 1956 | Melbourne      | Austrálie - Shirley Stricklandová Norma Crokerová Fleur Mellorová Betty Cuthbertová                 | 44.5         | Velká Británie | USA                |
| 1960 | Řím            | USA - Martha Hudsonová Lucinda Williamsová Barbara Jonesová Wilma Rudolphová                        | 44.5         | NSR            | Polsko             |
| 1964 | Tokio          | Polsko - Teresa Wieczoreková Irena Kirszensteinová Halina Górecka Ewa Kłobukowska                   | 43.69        | USA            | Velká Británie     |
| 1968 | Mexico City    | USA - Barbara Ferrellová Margaret Bailesová Mildrette Netterová Wyomia Tyusová                      | 42.88        | Kuba           | SSSR               |
| 1972 | Mnichov        | NSR - Christiane Krauseová Ingrid Micklerová Annegret Richterová Heide Rosendahlová                 | 42.81        | NDR            | Kuba               |
| 1976 | Montréal       | NDR - Marlies Oelsnerová Renate Stecherová Carla Bodendorfová Bärbel Eckertová                      | 42.55        | NSR            | SSSR               |
| 1980 | Moskva         | NDR - Romy Müllerová Bärbel Wöckelová Ingrid Auerswaldová Marlies Göhrová                           | 41.60        | SSSR           | Velká Británie     |
| 1984 | Los Angeles    | USA - Alice Brownová Jeanette Boldenová Chandra Cheeseboroughová Evelyn Ashfordová                  | 41.65        | Kanada         | Velká Británie     |
| 1988 | Seoul          | USA - Alice Brownová Sheila Echolsová Florence Griffith-Joynerová Evelyn Ashfordová                 | 41.98        | NDR            | SSSR               |
| 1992 | Barcelona      | USA - Evelyn Ashfordová Esther Jonesová Carlette Guidryová Gwen Torrenceová                         | 42.11        | SNS            | Nigérie            |
| 1996 | Atlanta        | USA - Gail Deversová Inger Millerová Chryste Gainesová Gwen Torrenceová                             | 41.95        | Bahamy         | Jamajka            |
| 2000 | Sydney         | Bahamy - Sevatheda Fynesová Chandra Sturrupová Pauline Davisová Debbie Ferguson                     | 41.95        | Jamajka        | USA                |
| 2004 | Atény          | Jamajka - Tayna Lawrenceová Sherone Simpsonová Aleen Baileyová Veronica Campbellová                 | 41.73        | Rusko          | Francie            |
| 2008 | Peking         | Rusko - Jevgenija Poljakovová Alexandra Fedorivová Julija Guščinová Julija Čermošanská              | 42.31        | Belgie         | Nigérie            |
| 2012 | Londýn         | USA - Tianna Bartolettaová Allyson Felixová Bianca Knightová Carmelita Jeterová                     | 40.82 - WR   | Jamajka        | Ukrajina           |
| 2016 | Rio de Janeiro | USA - Tianna Bartolettaová Allyson Felixová English Gardnerová Tori Bowieová                        | 41.02        | Jamajka        | Spojené království |
| 2020 | Tokio          | Jamajka - Briana Williamsová Elaine Thompsonová Shelly-Ann Fraserová-Pryceová Shericka Jacksonová   | 41,02        | USA            | Spojené království |

## Medailové pořadí zemí
| Pořadí | Země                                 | Zlato | Stříbro | Bronz | Celkem |
| ------ | ------------------------------------ | ----- | ------- | ----- | ------ |
| 1.     | Spojené státy americké (USA)         | 11    | 2       | 2     | 15     |
| 2.     | Německá demokratická republika (GDR) | 2     | 2       | 0     | 4      |
| 3.     | Jamajka (JAM)                        | 1     | 3       | 1     | 5      |
| 4.     | Kanada (CAN)                         | 1     | 2       | 2     | 5      |
| 5.     | Austrálie (AUS)                      | 1     | 1       | 0     | 2      |
| 6.     | Bahamy (BAH)                         | 1     | 1       | 0     | 2      |
| 7.     | Západní Německo (FRG)                | 1     | 1       | 0     | 2      |
| 8.     | Polsko (POL)                         | 1     | 0       | 1     | 2      |
| 9.     | Belgie (BEL)                         | 1     | 0       | 0     | 1      |
| 10.    | Nizozemsko (NED)                     | 1     | 0       | 0     | 1      |
| 11.    | Velká Británie (GBR)                 | 0     | 2       | 6     | 8      |
| 12.    | Německo (GER)                        | 0     | 2       | 1     | 3      |
| 13.    | Sovětský svaz (URS)                  | 0     | 1       | 3     | 4      |
| 14.    | Kuba (CUB)                           | 0     | 1       | 1     | 2      |
| 15.    | Nigérie (NGR)                        | 0     | 1       | 1     | 2      |
| 16.    | Rusko (RUS)                          | 0     | 1       | 0     | 1      |
| 17.    | Sjednocený tým (EUN)                 | 0     | 1       | 0     | 1      |
| 18.    | Brazílie (BRA)                       | 0     | 0       | 1     | 1      |
| 19.    | Francie (FRA)                        | 0     | 0       | 1     | 1      |
| 20.    | Ukrajina (UKR)                       | 0     | 0       | 1     | 1      |
| Celkem | Celkem                               | 21    | 21      | 21    | 63     |